# マリア・デ・ポルトゥガル (カスティーリャ王妃)
マリア・デ・ポルトゥガル（María de Portugal, 1313年2月9日 - 1357年1月18日）は、カスティーリャ王アルフォンソ11世の王妃。父はポルトガル王アフォンソ4世、母はその最初の妃ベアトリス。

## 生涯
アルフォンソ11世の父フェルナンド4世はマリアの母ベアトリスの兄、母コンスタンサはマリアの父アフォンソ4世の姉であり、アルフォンソ11世とマリアは父方でも母方でも従兄妹に当たる。
アルフォンソ11世は幼少時に同族のコンスタンサ・マヌエルと結婚していたが、1327年にこの結婚を無効として、翌1328年にマリアを新たに王妃に迎えた。なお、コンスタンサ・マヌエルは後にマリアの弟ポルトガル王ペドロ1世と結婚している。
マリアはアルフォンソ11世との間に2男をもうけた。
- フェルナンド（1332年） - 夭逝
- ペドロ1世（1334年 - 1369年） - カスティーリャ王

アルフォンソ11世は愛妾レオノール・デ・グスマンを寵愛して、王妃であるマリアと嫡子であるペドロを王宮から遠ざけた。アルフォンソ11世が崩御すると、即位したペドロ1世は、レオノールや異母弟妹を排除した。王太后マリアは、ペドロ1世とブランシュ・ド・ブルボンの結婚を成立させる等、影響力を持ったが、やがてブランシュともども冷遇される。1357年に死去した。

## 系譜
| マリア | 父: アフォンソ4世 (ポルトガル王) | 祖父: ディニス1世 (ポルトガル王)     | 曽祖父: アフォンソ3世 (ポルトガル王)           |
| マリア | 父: アフォンソ4世 (ポルトガル王) | 祖父: ディニス1世 (ポルトガル王)     | 曽祖母: ベアトリス[1]                          |
| マリア | 父: アフォンソ4世 (ポルトガル王) | 祖母: イサベル                       | 曽祖父: ペドロ3世 (アラゴン王)[2]              |
| マリア | 父: アフォンソ4世 (ポルトガル王) | 祖母: イサベル                       | 曽祖母: シシリア王女コンスタンサ               |
| マリア | 母: ベアトリス                   | 祖父: サンチョ4世 (カスティーリャ王) | 曽祖父: アルフォンソ10世 (カスティーリャ王)[3] |
| マリア | 母: ベアトリス                   | 祖父: サンチョ4世 (カスティーリャ王) | 曽祖母: アラゴン王女ビオランテ[4]              |
| マリア | 母: ベアトリス                   | 祖母: マリア                         | 曽祖父: モリナ公アルフォンソ[5]                |
| マリア | 母: ベアトリス                   | 祖母: マリア                         | 曽祖母: マヨール                               |

- [1]は、カスティーリャ王アルフォンソ10世と愛妾マヨール・ギリェン・デ・グスマン（英語版）の庶子
- [2]と[4]はアラゴン王ハイメ1世の子で、姉弟。
- [3]の父はカスティーリャ王フェルナンド3世 。[3]から見て[5]は叔父にあたる。